# Noiseux
Noiseux (en wallon Nwezeu) est une section de la commune belge de Somme-Leuze située en Région wallonne dans la province de Namur.
C'était une commune à part entière avant la fusion des communes de 1977.

## Géographie

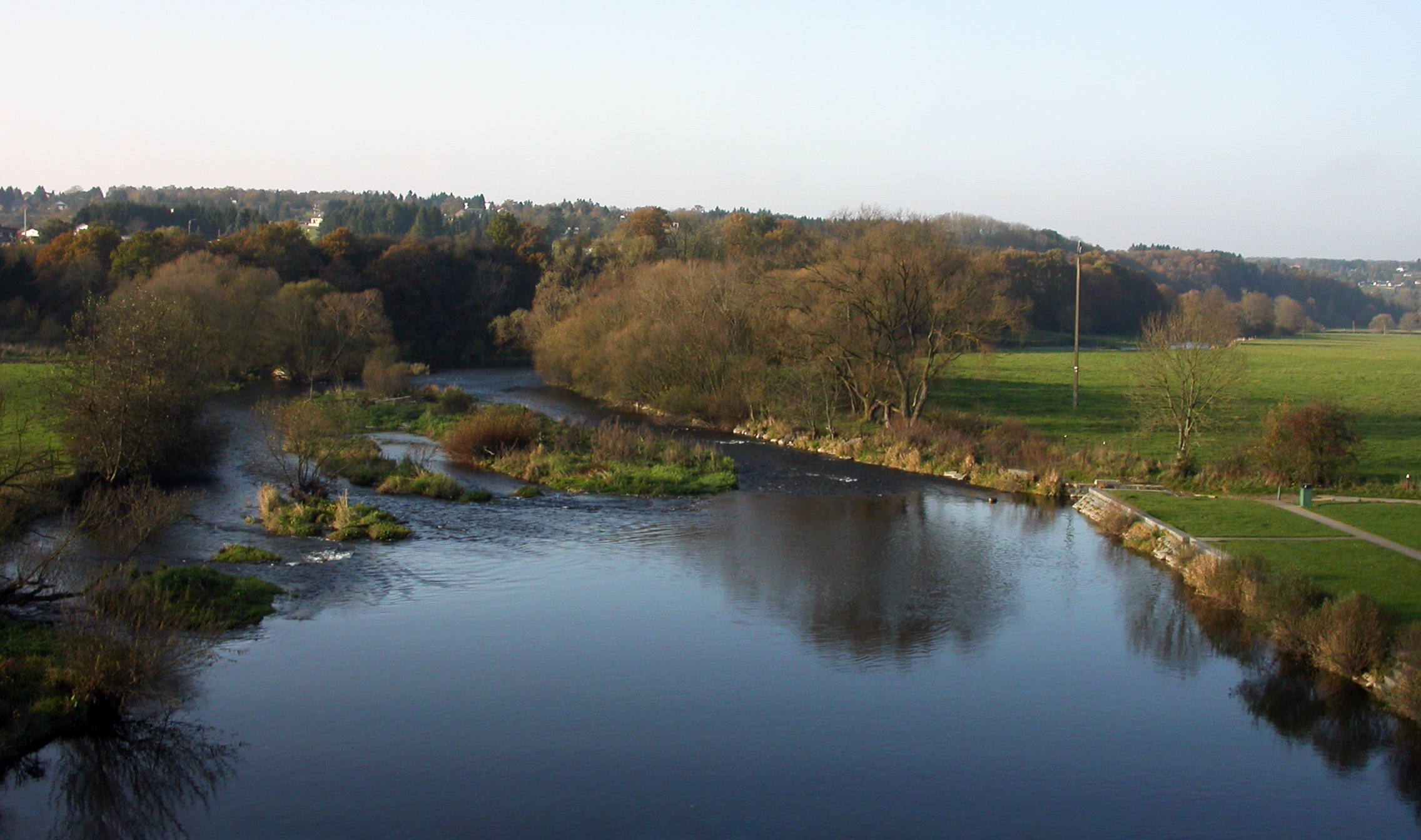
L'Ourthe près de Noiseux.

Le village est situé sur la rive gauche et à l’ouest de l’Ourthe, un affluent de la Meuse. L’Eau d'Heure se jette également dans l’Ourthe au sud-est du village. Noiseux est le seul village de la province de Namur à être traversé par l'Ourthe. C'est aussi l'endroit le plus occidental du cours de la rivière. Près du pont, sur la rive droite de la rivière, se trouve un espace de détente avec accès à l'Ourthe appelé communément la plage de Noiseux.

### Situation et description
Le village de Noiseux se situe entre les villages de Petit-Han et de Baillonville. Il est traversé par la route nationale 929. Sur cette route, se trouve l'église Notre-Dame de l'Assomption reconstruite en 1874. On trouve aussi dans le village, sur un bras de l'Ourthe, un moulin à eau toujours équipé de sa roue à aubes. Une nouvelle école a été construite au sud du village et inaugurée en 2014.

## Évolution démographique
- Source: DGS, 1831 à 1970=recensements population, 1976= habitants au 31 décembre

## Histoire
Au cours de la Seconde Guerre mondiale, le 10 mai 1940 les Allemands envahissent la Belgique, les Pays-Bas et le Luxembourg. La Belgique autorise immédiatement les armées alliées à pénétrer sur son territoire. C'est ainsi que les Français du IIe bataillon du 14e Régiment de Dragons Portés défendent Noiseux le 11 mai 1940 où ils repoussent des Allemands à motos de la 5e Panzerdivision. Dans la nuit, le régiment français se replie de 10 km vers l'ouest.